# Marina Brunello
Marina Brunello est une joueuse d'échecs italienne née le 16 juin 1994 à Lovere.
Au 1er mai 2019, elle est la première joueuse italienne et la 79e joueuse mondiale avec un classement Elo de 2 382 points.

## Biographie et carrière
Marina Brunello est la sœur de Roberta Brunello et de Sabino Brunello, également joueurs d'échecs. Elle remporta le championnat italien adulte féminin en 2008 à quatorze ans.
Elle obtient le titre de grand maître international féminin en 2016.
Marina Brunello a représenté l'Italie à toutes les olympiades féminines depuis 2006.
En 2018, elle marqua 8,5 points sur 10, réalisant une performance Elo de 2 505 points, et remporta la médaille d'or individuelle au quatrième échiquier lors de l'olympiade de Batoumi. En décembre 2018, elle remporte un deuxième titre de championne d'Italie, après avoir battu la numéro un italienne Olga Zimina lors d'un match de départage. Elle obtient son troisième titre en 2024.
Lors du championnat d'Europe individuel féminin de 2019, elle finit seizième avec 7 points sur 11.